# Turner et Hooch
Pour plus de détails, voir Fiche technique et Distribution.
Turner et Hooch (Turner and Hooch) est un film américain réalisé par Roger Spottiswoode, sorti en 1989.

## Synopsis
L'inspecteur Scott Turner est un policier menant une vie bien rangée et tranquille à Cypress Beach en Californie. En quête de plus d'action, il est sur le point d'être muté à Sacramento. C'est alors que son ami Amos Reed est assassiné. Scott doit alors adopter le chien de ce dernier. Il s'agit d'un énorme chien, un dogue de Bordeaux, nommé Hooch. Celui-ci va venir perturber la vie calme et bien ordonnée de Turner.

## Fiche technique
Sauf indication contraire, les informations mentionnées dans cette section peuvent être confirmées par les bases de données cinématographiques IMDb et Allociné,  présentes dans la section « Liens externes ».
- Titre original : Turner & Hooch
- Titre français et québécois  : Turner et Hooch[1]
- Réalisation : Roger Spottiswoode
- Scénario : Michael Blodgett, Jim Cash (en), Jack Epps Jr. (en), Daniel Petrie Jr. et Dennis Shryack, d'après une histoire de Michael Blodgett et Dennis Shryack
- Musique : Charles Gross
- Direction artistique : Sig Tingloff
- Décors : John DeCuir Jr.
- Costumes : Jean Rosone et Eric H. Sandberg
- Photographie : Adam Greenberg
- Son : Lon Bender, Neal Burger, David J. Hudson, Mel Metcalfe, John T. Reitz, James E. Webb
- Montage : Mark Conte, Garth Craven, Lois Freeman-Fox (de), Ken Morrisey et Paul Seydor (de)
- Production : Raymond Wagner
  - Production déléguée : Daniel Petrie Jr.
  - Production associée : Nicholas Hassitt[2]
  - Coproduction : Michele Ader
- Société de production : Touchstone Pictures, en association avec Silver Screen Partners IV
- Sociétés de production : Buena Vista Pictures Distribution (États-Unis) ; Warner Bros. (France)
- Budget : 13 millions de $ (estimation)[3]
- Pays de production :  États-Unis
- Langue originale : anglais
- Format : couleur (Metrocolor) — 35 mm — 1,85:1 — son Dolby stéréo
- Genre : comédie policière, drame, thriller, buddy movie
- Durée : 97 minutes
- Dates de sortie[4] :
  - Québec : 28 juin 1989[1]
  - États-Unis : 28 juillet 1989
  - France : 4 avril 1990
- Classification :
  - États-Unis : certaines scènes ou propos sont susceptibles de heurter la sensibilité des plus jeunes - accord parental souhaitable (PG - Parental Guidance Suggested)
  - France : tous publics (conseillé à partir de 10 ans)[5],[6]
  - Québec : tous publics (G - General Rating)[7]

## Distribution

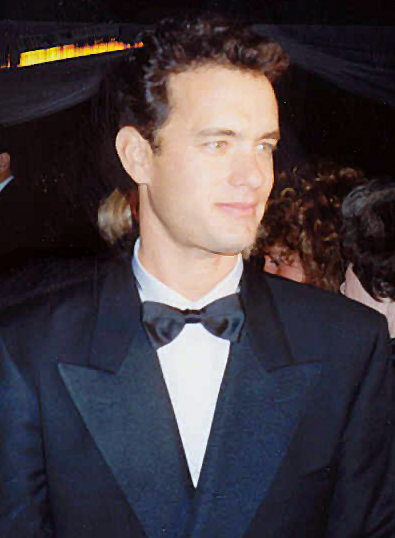
Tom Hanks, acteur principal du film, en 1989.

- Tom Hanks (VF : Jean-Philippe Puymartin et VQ : Bernard Fortin) : l'inspecteur Scott Turner
- Mare Winningham : (VF : Maïk Darah et VQ : Anne Bédard) : Dr. Emily Carson
- Craig T. Nelson (VF : Joël Martineau et VQ : Claude Préfontaine) : le chef Howard Hyde
- Reginald VelJohnson (VF : Med Hondo et VQ : Alain Gélinas) : l'inspecteur David Sutton
- Scott Paulin (VF : Michel Vigné et VQ : Éric Gaudry) : Zack Gregory
- J. C. Quinn  (VF : Jacques Brunet)  : Walter Boyett
- John McIntire (VF : André Valmy et VQ : Michel Maillot) : Amos Reed
- David Knell (VF : Cédric Dumond et VQ : Daniel Lesourd) : Ernie
- Ebbe Roe Smith (en) (VF : Michel Dodane) : Harley McCabe
- Kevin Scannell : Jeff Foster
- Joel Bailey (VF : Jean-Loup Horwitz) : Ferraday
- Mary McCusker (VF : Martine Irzenski et VQ : Johanne Léveillé) : Katie
- Eda Reiss Merin (VQ : Yolande Roy) : Mme Remington
- Clyde Kusatsu (VF : Michel Mella et VQ : Marc Bellier) : Kevin Williams
- Sharon Madden (VF : Dorothée Jemma) : Kathy Harper
- Ernie Lively (VF : Pascal Renwick et VQ : Vincent Davy) : le réceptionniste du motel
- Elaine Renee Bush : la caissière
- le chien Beasley : Hooch

## Production

### Attribution des rôles
Plusieurs acteurs seront envisagés pour le rôle de Scott Turner comme Jack Nicholson, Bill Murray, John Larroquette ou encore Chevy Chase.

### Préproduction
Henry Winkler est initialement engagé comme réalisateur. Mais il sera finalement renvoyé en début de tournage par Jeffrey Katzenberg, non satisfait de son travail.

### Tournage
Le tournage a lieu de janvier à avril 1989. Il se déroule en Californie :  Los Angeles (San Pedro, etc.), Moss Landing, Pacific Grove, Pasadena, réserve d'État de Point Lobos et Sierra Madre.

### Postproduction
Il s'agit du dernier film de John McIntire, décédé en 1991.

## Accueil

### Accueil critique
Le film reçoit des critiques globalement négatives. Sur l'agrégateur américain Rotten Tomatoes, il récolte 52% d'opinions favorables pour 29 critiques et une note moyenne de 5,28⁄10. Sur Metacritic, il obtient une note moyenne de 36⁄100 pour 17 critiques.
Malgré ces critiques presse négatives, le film est un succès au box-office avec 71 079 915 $ rien qu'aux États-Unis et au Canada. Il est ainsi le 16e meilleur film du box-office nord-américain annuel. En France, il n'attire que 323 747 spectateurs en salles.

## Distinctions

### Récompense1990
- American Society of Composers, Authors and Publishers : ASCAP Award des compositeurs du meilleur film au box-office pour Charles Gross

### Nomination1990
- Young Artist Awards : meilleur film familial - comédie

## Éditions en vidéo
- En France, le film Turner et Hooch est sorti en DVD le 3 septembre 1999[15], ressorti en DVD le 6 août 2003[16], et également sorti en VOD le 3 mars 2021[5].
- Au Québec, le film est sorti en DVD et Blu-ray le 7 septembre 2004[1].

## Adaptation en série télévisée
Un épisode pilote pour une adaptation télévisée est tourné en 1990, peu après le film mais ne donnera pas suite. En février 2020, il est annoncé qu'une nouvelle série télévisée a été validée par Disney et sera diffusée sur Disney+. Josh Peck y incarnera Scott Turner.

## Clins d’œil
Dans l'épisode Ma foi dans l'humanité de la saison 4 de Scrubs (2005), Jim Hanks (le frère de Tom Hanks) incarne le Dr. Turner et Phill Lewis incarne le Dr. Hooch.
Dans un épisode de la saison 2 de la série Castle, Richard Castle compare le duo qu'il forme avec le lieutenant Kate Beckett à Turner et Hooch. On peut entendre Beckett répondre à Castle : « Vous me rappelez assez Hooch ».